# Pryharadny
Pryharadny (biał. Прыгарадны, ros. Пригородный) – przystanek kolejowy w miejscowości Grodno, w obwodzie grodzieńskim, na Białorusi.